# Wade Dooley
Wade Anthony Dooley (Warrington, 2 de octubre de 1957) es un ex–jugador británico de rugby que se desempeñaba como segunda línea.

## Selección nacional
Fue convocado al XV de la Rosa por primera vez en enero de 1985 para enfrentar a los Stejarii y disputó su último partido en marzo de 1993 ante el XV del Trébol. En total jugó 55 partidos y marcó tres tries para un total de 12 puntos (un try valía 4 puntos por aquel entonces).

### Participaciones en Copas del Mundo
Disputó dos Copas del Mundo; Nueva Zelanda 1987 donde Dooley marcó su único try en mundiales ante las Águilas y los ingleses fueron derrotados por los Dragones rojos en cuartos de final. Cuatro años más tarde en Inglaterra 1991 ya afianzado como titular, el XV de la Rosa avanzó hasta semifinales, donde venció al XV del Cardo y luego cayó en la final del torneo ante los Wallabies.
| Mundial                       | Sede          | Resultado        | PJ | Tries |
| ----------------------------- | ------------- | ---------------- | -- | ----- |
| Copa Mundial de Rugby de 1987 | Nueva Zelanda | Cuartos de final | 3  | 1     |
| Copa Mundial de Rugby de 1991 | Inglaterra    | Subcampeón       | 5  | 0     |

## Leones Británicos
En 1986 fue convocado a integrar el plantel de los British and Irish Lions para disputar el partido por el Centenario de la World Rugby. Más tarde fue seleccionado para las giras a Gira de Australia 1989 donde disputó sus dos test matches con los Lions y la Gira de Nueva Zelanda 1993 donde fue llevado como reemplazo del lesionado Martin Johnson y no disputó partidos ante los All Blacks.

## Palmarés
- Campeón del Torneo de las Seis Naciones de 1991 y 1992 ambos con Grand Slam.